# Cephalotes carabicus
Cephalotes carabicus é uma espécie de inseto do gênero Cephalotes, pertencente à família Formicidae.